# Ка Капелари (Венеција)
Ка Капелари (итал. Ca' Cappellari) је насеље у Италији у округу Венеција, региону Венето.
Према процени из 2011. у насељу је живело 52 становника. Насеље се налази на надморској висини од -2 м.